# 韮山駅

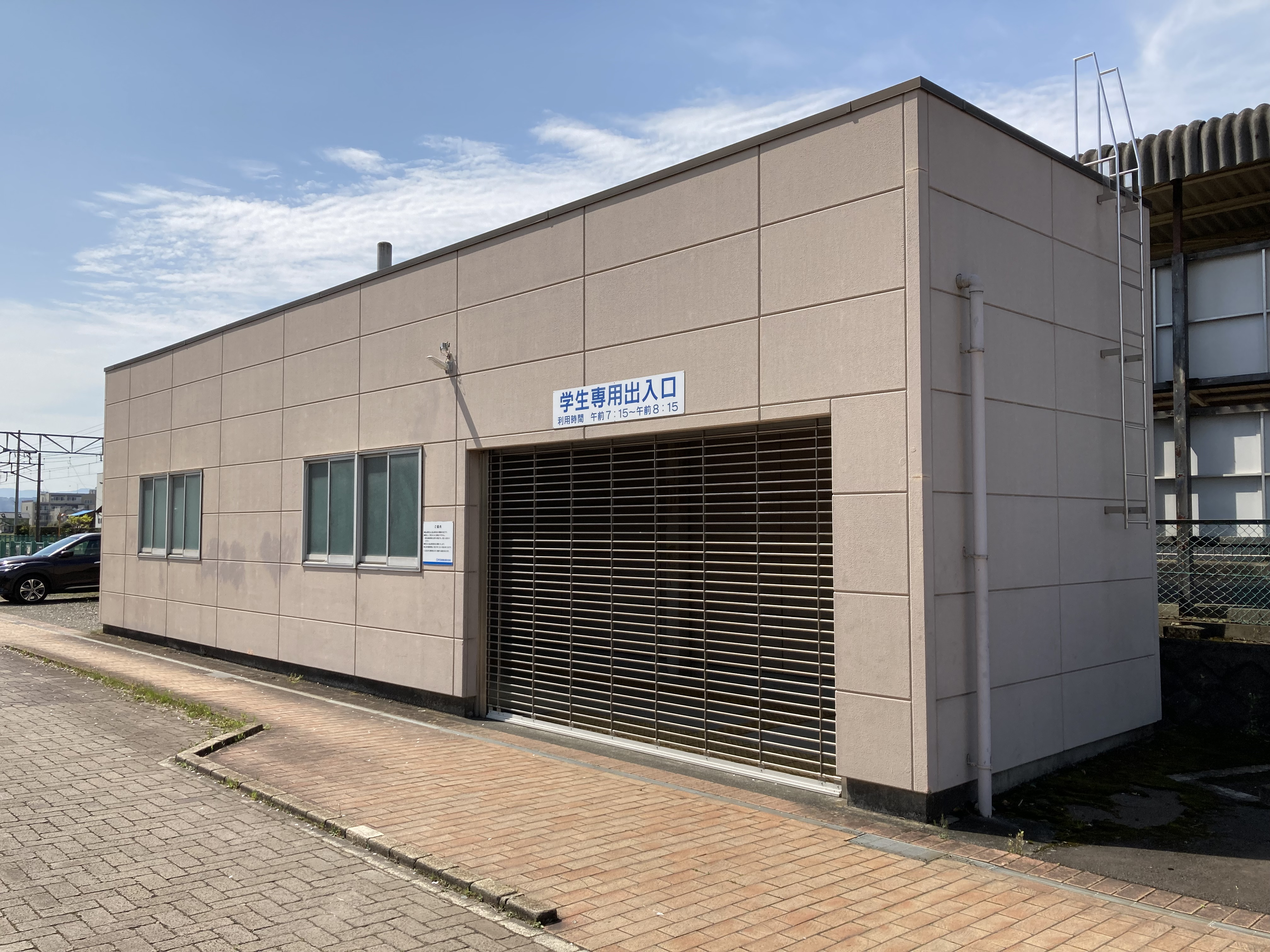
東口駅舎（2023年4月）

韮山駅（にらやまえき）は、静岡県伊豆の国市四日町にある、伊豆箱根鉄道駿豆線の駅である。駅番号はIS08。

## 歴史
- 1900年（明治33年）8月5日：北條駅として開業。
- 1919年（大正8年）5月25日：韮山駅に改称。
- 2015年（平成27年）10月1日：出札窓口における定期券取扱を終了。また駅員配置時間帯が見直され、6時45分から21時45分までに短縮。
- 2019年（令和元年）10月1日：出札窓口を廃止。駅員配置時間帯を7時00分から8時30分までに短縮[1]。

## 駅構造
相対式ホーム2面2線を有する地上駅。駅舎は2番線ホームに面しており、1番線ホームとのアクセスには構内踏切を使用する。
現在は7時00分から8時30分までの間に限り集札を行う駅員が配置される。それ以外の時間帯は無人となる。駅員配置時間帯のみ、発車時には駿豆線内で使用されているアロー株式会社製の発車ベル・発車メロディーが鳴る。
朝の7:15〜8:15までの時間、韮山高校の生徒のみ利用可能な東口がある。

### のりば
| 番線 | 路線   | 方向 | 行先       | 備考                 |
| ---- | ------ | ---- | ---------- | -------------------- |
| 1    | 駿豆線 | 下り | 修善寺方面 | 列車交換時のみ       |
| 2    | 駿豆線 | 上り | 三島方面   |                      |
| 2    | 駿豆線 | 下り | 修善寺方面 | 原則としてこのホーム |

- 構内踏切の遮断を避けるため、当駅で列車交換を行わない下り列車は2番線を発着する。

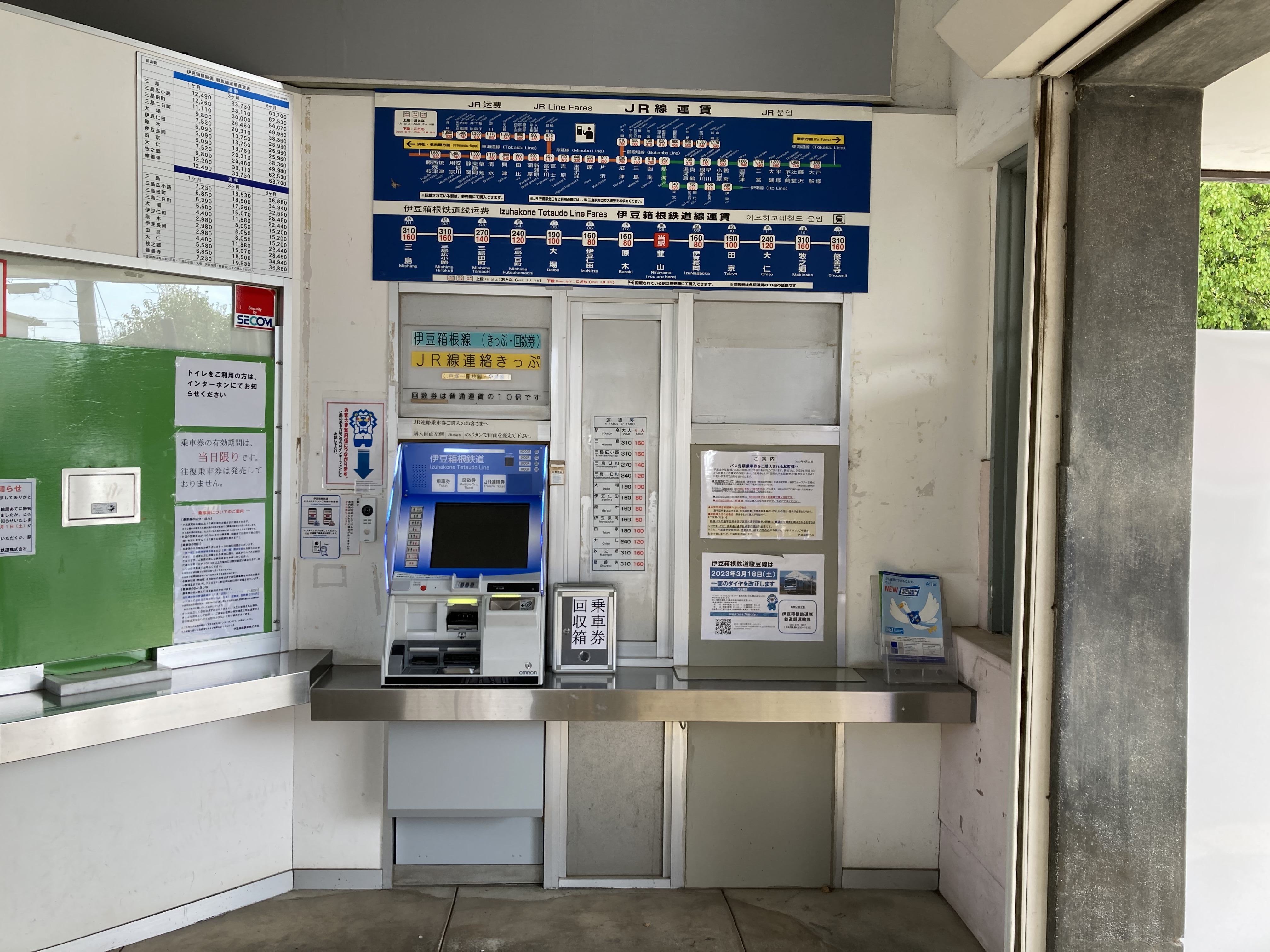
自動券売機（2023年4月）
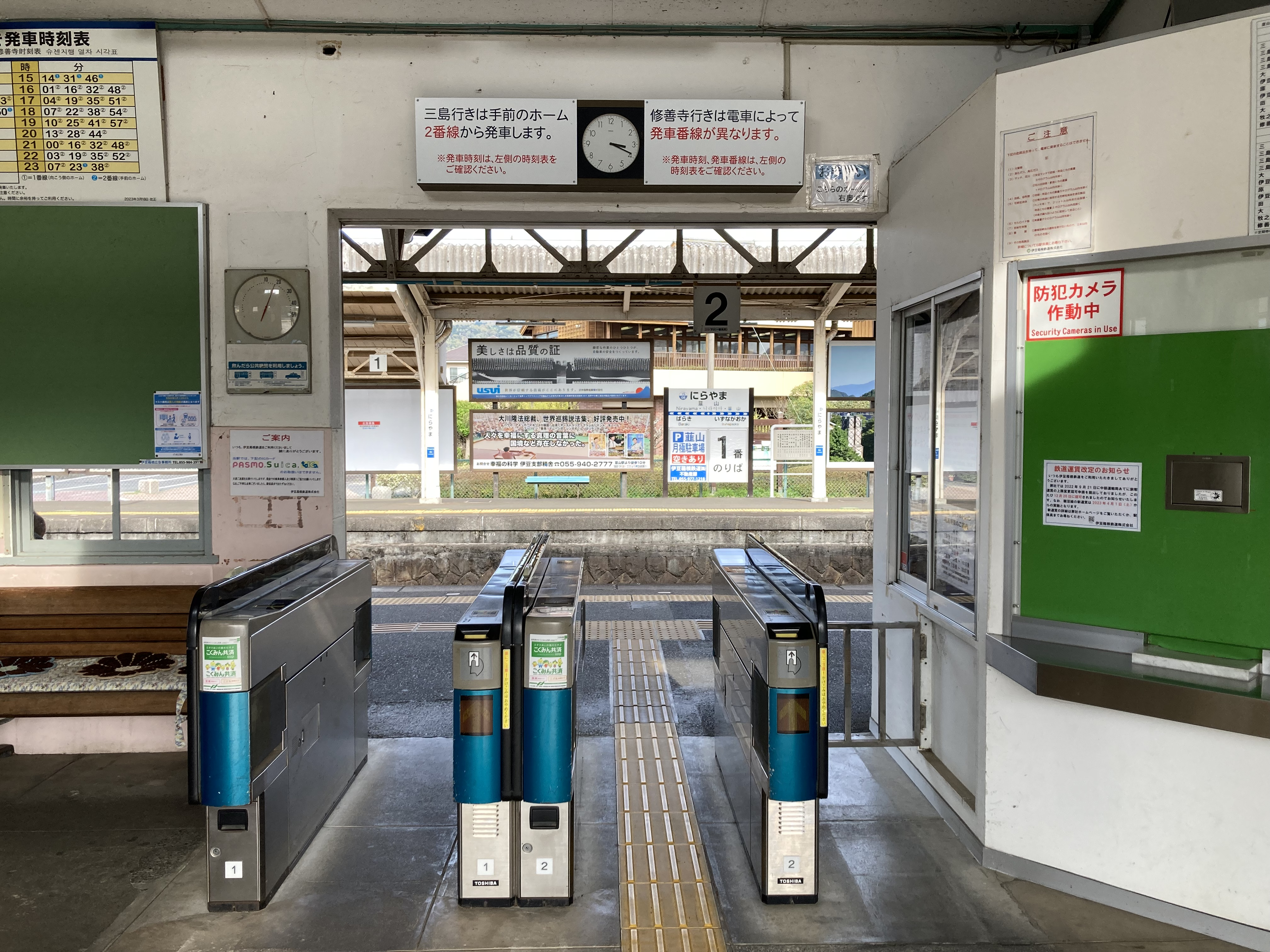
改札口（2023年4月）
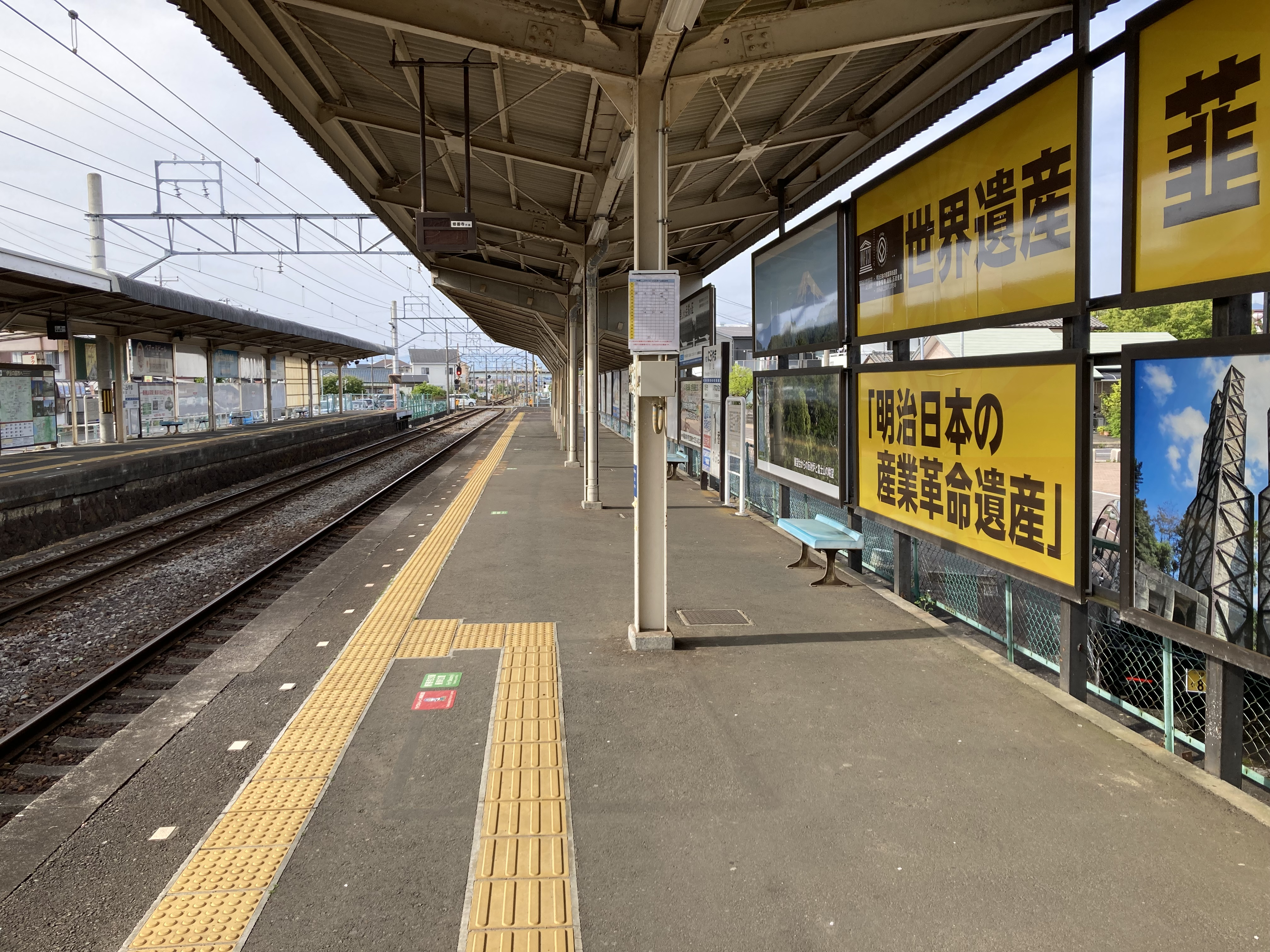
1番線ホーム（2023年4月）
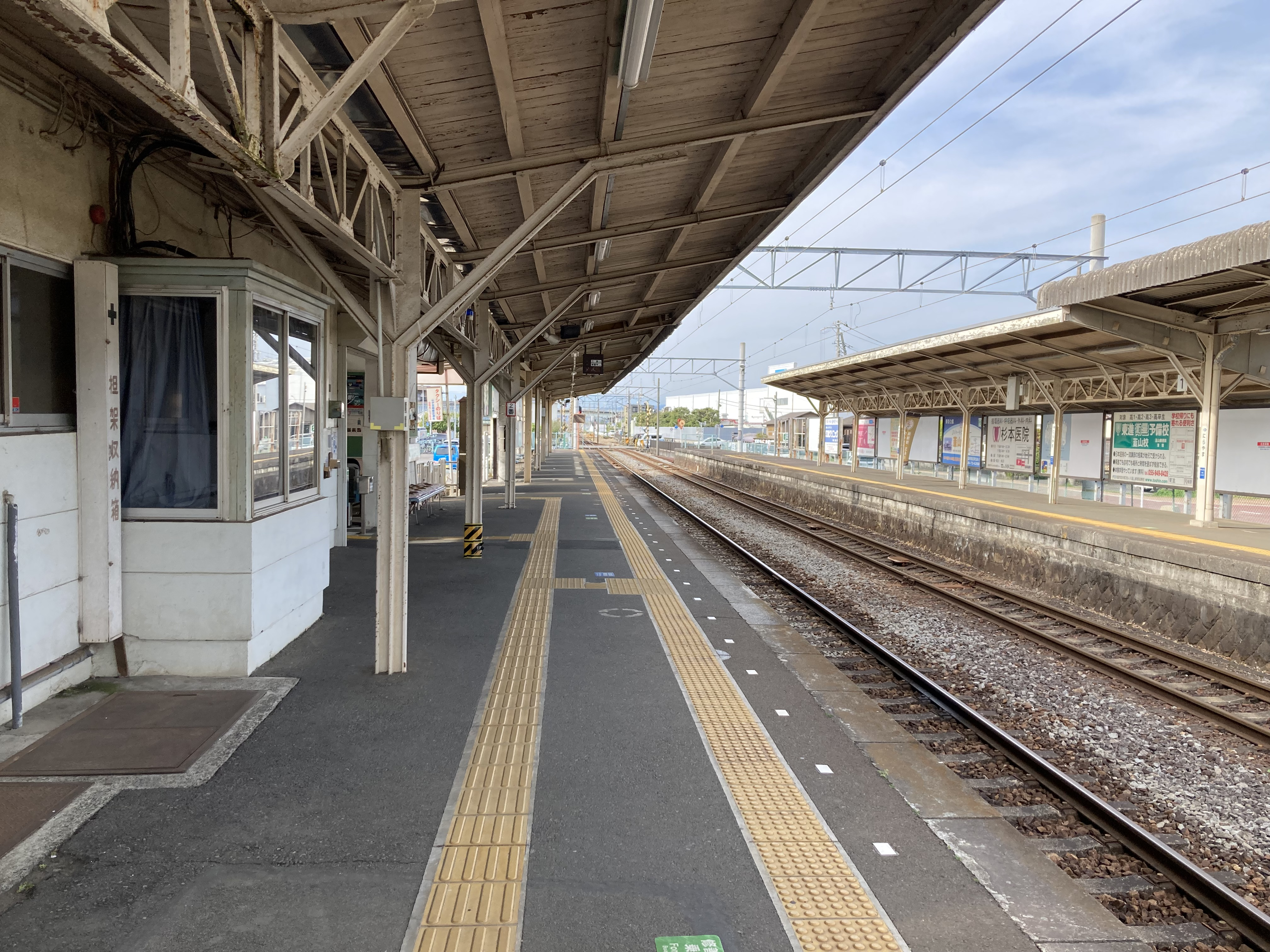
2番線ホーム（2023年4月）
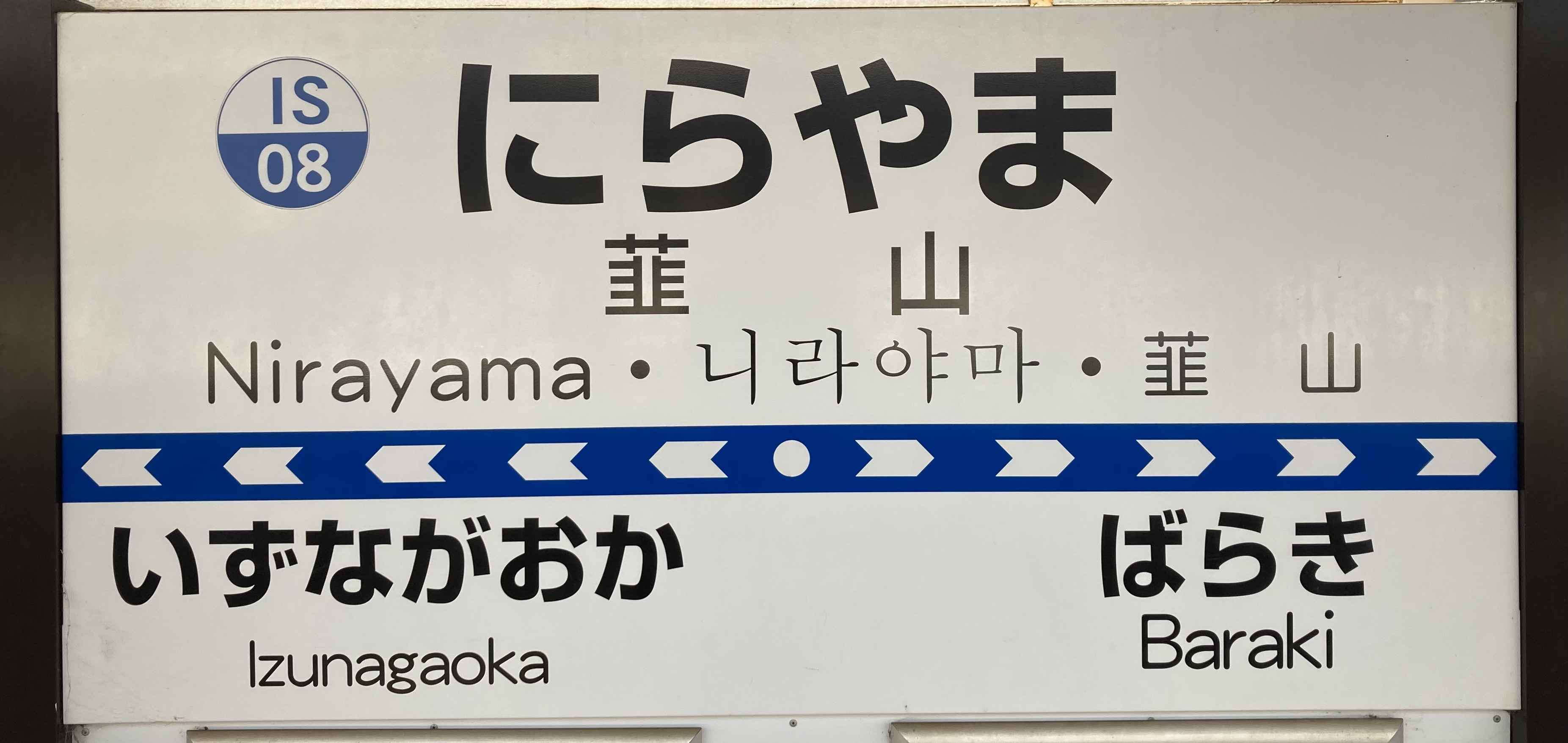
駅名標（2023年4月）

## 利用状況
- 2020年（令和2年）度の1日平均乗車人員は1,151人である。

近年の1日平均乗車人員の推移は以下の通りである。
| 年度               | 1日平均 乗車人員 | 出典     |
| ------------------ | ---------------- | -------- |
| 1993年（平成05年） | 2,386            | [ * 1 ]  |
| 1994年（平成06年） | 2,339            | [ * 2 ]  |
| 1995年（平成07年） | 2,308            | [ * 3 ]  |
| 1996年（平成08年） | 2,251            | [ * 4 ]  |
| 1997年（平成09年） | 2,120            | [ * 5 ]  |
| 1998年（平成10年） | 2,131            | [ * 6 ]  |
| 1999年（平成11年） | 2,049            | [ * 7 ]  |
| 2000年（平成12年） | 1,934            | [ * 8 ]  |
| 2001年（平成13年） | 1,845            | [ * 9 ]  |
| 2002年（平成14年） | 1,831            | [ * 10 ] |
| 2003年（平成15年） | 1,842            | [ * 11 ] |
| 2004年（平成16年） | 1,697            | [ * 12 ] |
| 2005年（平成17年） | 1,686            | [ * 13 ] |
| 2006年（平成18年） | 1,681            | [ * 14 ] |
| 2007年（平成19年） | 1,692            | [ * 15 ] |
| 2008年（平成20年） | 1,660            | [ * 16 ] |
| 2009年（平成21年） | 1,560            | [ * 17 ] |
| 2010年（平成22年） | 1,512            | [ * 18 ] |
| 2011年（平成23年） | 1,489            | [ * 19 ] |
| 2012年（平成24年） | 1,508            | [ * 20 ] |
| 2013年（平成25年） | 1,558            | [ * 21 ] |
| 2014年（平成26年） | 1,508            | [ * 22 ] |
| 2015年（平成27年） | 1,535            | [ * 23 ] |
| 2016年（平成28年） | 1,480            | [ * 24 ] |
| 2017年（平成29年） | 1,466            | [ * 25 ] |
| 2018年（平成30年） | 1,451            | [ * 26 ] |
| 2019年（令和元年） | 1,467            | [ * 27 ] |
| 2020年（令和02年） | 1,151            | [ * 28 ] |

## 駅周辺

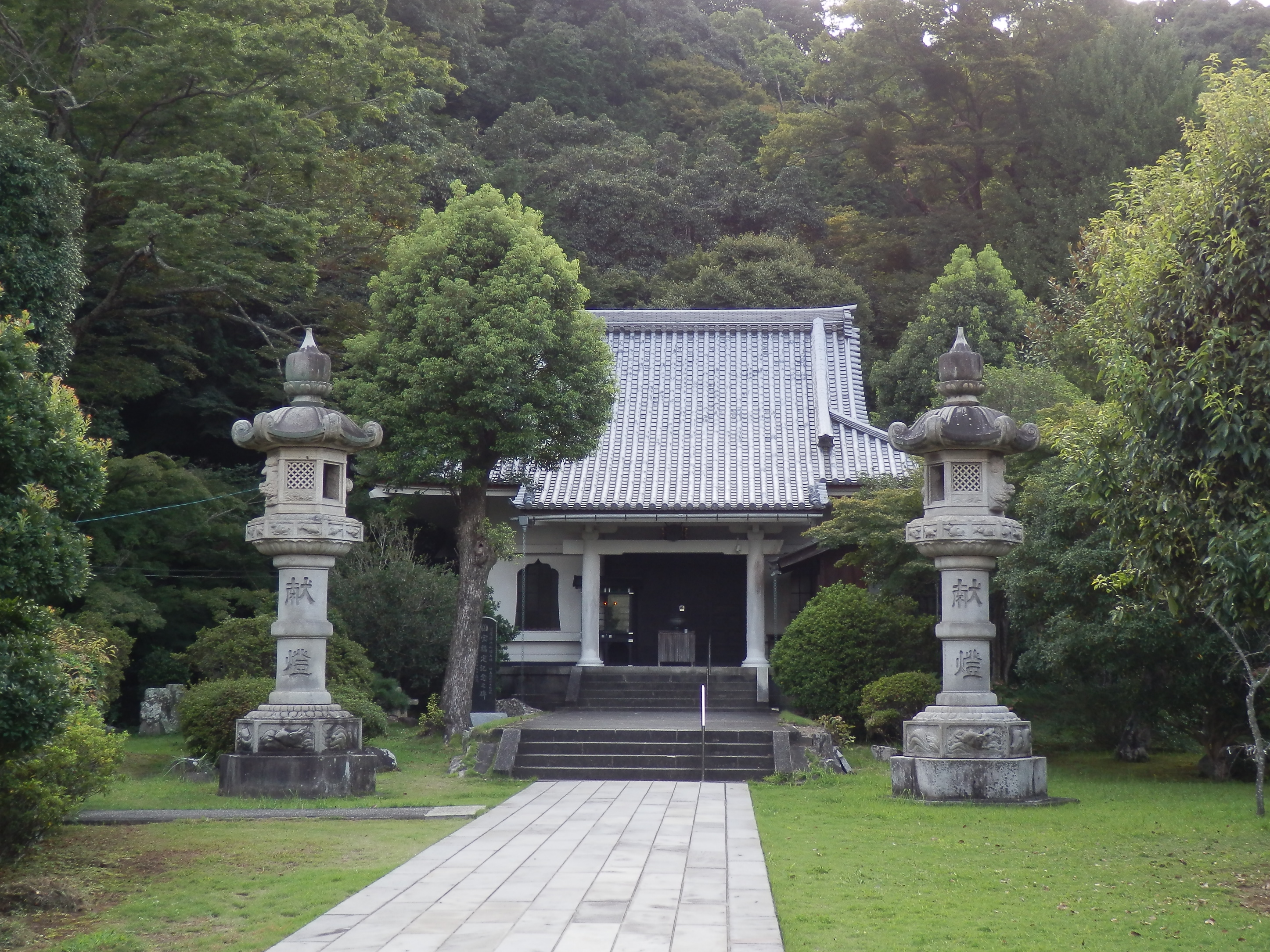
願成就院 大御堂

世界遺産で国の史跡でもある韮山反射炉は当駅ではなく、隣の伊豆長岡駅が最寄りである。
- 伊豆の国市役所韮山支所（旧韮山町役場）
- 韮山時代劇場・伊豆の国市立図書館韮山分館
- 静岡県立韮山高等学校
- 蛭ヶ小島跡 - 平治の乱後、源頼朝が流された地。
- 韮山城跡
- 韮山郷土史料館
- 江川邸 - 韮山代官江川太郎左衛門の屋敷。国の重要文化財。
- 北条政子産湯の井戸
- 願成就院 - 運慶作毘沙門天像、不動明王像など重要文化財多数。国指定史跡。
- 静岡銀行韮山支店
- エスポット韮山店
- 国道136号
- 静岡県道133号韮山韮山停車場線
- 静岡県道134号静浦港韮山停車場線

## バス路線
伊豆箱根バス（※伊豆の国市自主運行バスの運行を受託）は「韮山駅前」停留所、伊豆の国市は「韮山駅」停留所から下記の路線が発着する。
伊豆箱根バス
- 韮01（千代田団地・韮山駅線）
  - 千代田団地
- 韮03（奈古谷温泉口・韮山駅線）
  - 奈古谷温泉口

伊豆の国市
- 歴バスのる〜ら（観光周遊型バス）[2]
  - 伊豆長岡駅[注釈 1]

備考
- かつては東海バスの路線（奈古谷温泉口 - 韮山循環）が学校登校日に運行されていたが、2018年に廃止された[3]。

## 隣の駅
伊豆箱根鉄道
 駿豆線
原木駅 (IS07) - 韮山駅 (IS08) - 伊豆長岡駅 (IS09)

### 記事本文